# Mufasa - Il re leone
Mufasa - Il re leone (Mufasa: The Lion King) è un film del 2024 diretto da Barry Jenkins.
La pellicola è contemporaneamente il prequel e sequel de Il re leone (2019), a sua volta remake fotorealistico dell'omonimo film d'animazione del 1994, ed è incentrata sulla vita di Mufasa, dall'infanzia alla sua ascesa come re delle Terre del Branco, ponendo attenzione al rapporto con il fratello Scar.
Il film è dedicato in memoria di James Earl Jones, doppiatore originale di Mufasa in quasi tutti i prodotti del franchise, morto il 9 settembre dello stesso anno.

## Trama
Tempo dopo la sconfitta di Scar, nelle Terre del Branco della Tanzania, Simba è ora diventato re, e lui e Nala hanno avuto una leoncina di nome Kiara. Durante un giorno di tempesta, mentre Simba si reca all'oasi lontano dalle Terre del Branco per assistere Nala in un momento difficile, la figlia viene affidata alle cure di Timon e Pumbaa che cominciano a raccontargli una storia in cui loro sconfissero Scar, ma non riescono a non farle avere paura dei tuoni, così interviene Rafiki il mandrillo, che le racconta la storia di suo nonno Mufasa, di come sia diventato Re e come suo fratello Scar sia diventato cattivo.
Egli nacque in Namibia, nel cuore del deserto. Viveva insieme ai suoi genitori, dai quali apprese la storia del "Milele", una terra rigogliosa e fertile, con abbondanza d'acqua e di prede. Durante un giorno di pioggia, mentre il leoncino giocava in un fiume, questo straripò, e vani furono i tentativi del padre e della madre di salvarlo, e Mufasa venne trascinato via dalla corrente. Dopo alcuni giorni trascorsi aggrappato ad un legno galleggiante, Mufasa incontra il principe Taka, il quale lo salva da due giovani coccodrilli con l'aiuto di sua madre Eshe.
Impietosita dalla sua storia, la leonessa lo porta dal suo compagno, Obasi, capo del branco della zona, la Valle dei Re. Il sovrano è contrario ad accogliere nel branco un "randagio", volendo conservare la sua stirpe. Per questo motivo, propone una sfida, una gara di velocità tra Mufasa e Taka: qualora avesse vinto, avrebbe ottenuto il permesso di restare ma, in caso di sconfitta, sarebbe stato ucciso. Taka, avendo sempre desiderato un fratello, lascia vincere il suo nuovo amico che, a causa del trauma subito, ha paura dell'acqua e rischia di perdere la sfida. Obasi, a malincuore, permette a Mufasa di restare, affidandolo alle leonesse e alle cure di Eshe, impedendogli di trascorrere del tempo insieme agli altri maschi del branco. 
Mufasa e Taka crescono insieme, diventando uniti come due fratelli. Obasi, tuttavia, non riesce ad accettarlo ed intima a Taka di stare attento, perché prima o poi Mufasa lo tradirà. Un giorno, durante una lezione di caccia, Mufasa ed Eshe vengono attaccati da due enormi leoni bianchi. La leonessa intima al figlio adottivo di fuggire, ma lui invece resta e per proteggerla uccide uno dei due aggressori, spingendo l'altro a dileguarsi. Taka, che aveva assistito alla scena, scappa impaurito anziché intervenire.
Obasi, sotto suggerimento di Mufasa, con cui ha un debito di gratitudine per aver salvato la sua compagna, manda un membro del branco, Chigaru, in avanscoperta per tenere d'occhio i nemici. Si scopre che il leone bianco ucciso da Mufasa era il figlio di Kiros, capo d'un branco di leoni bianchi chiamati "gli Emarginati", i quali sono circa due volte più grandi degli altri leoni. Senza pietà, Kiros ordina alle sue leonesse di uccidere il giovane maschio che aveva lasciato morire suo figlio. Consapevole di non poter vincere contro gli Emarginati, Obasi ordina a Taka e Mufasa di fuggire insieme per salvare la stirpe. All'alba, dopo avere detto addio ad Eshe ed Obasi, i due fratelli si mettono in viaggio. Kiros, prima di uccidere Obasi e tutto il branco, ammette di avere sterminato i leoni del territorio circostante, in modo da divenirne sovrano.
Dopo essere miracolosamente fuggiti all'attacco degli Emarginati gettandosi da una cascata, Mufasa e Taka incontrano Sarabi, una giovane leonessa il cui branco è stato sterminato a sua volta dagli Emarginati, accompagnata da Zazu, un bucero beccogiallo che funge da suo scout. Nel corso del viaggio, incontrano anche Rafiki, il quale era stato precedentemente cacciato da un branco di babbuini con cui viveva a causa delle sue bizzarrie. Questi poco dopo incontra Mufasa e gli altri. Dopo aver tentato di mangiarlo, Mufasa decide di lasciarlo vivere, affinché possa condurli a Milele. 
Mufasa e Taka sviluppano entrambi dei sentimenti per Sarabi, ma Mufasa cerca di agevolare suo fratello, a cui dà dei suggerimenti per conquistarla, facendosi da parte e sopprimendo i suoi sentimenti. Mentre attraversano un canyon, Sarabi scatena una mandria di elefanti rompendo un alveare contenente delle api per salvarsi dall'attacco degli Emarginati, che nel frattempo li avevano raggiunti. Mentre Mufasa tenta di convincere gli altri a combatterli, durante la carica Sarabi rischia di venire calpestata ed a salvarle la vita è Mufasa, ma questi dà il merito a Taka, che si era invece nascosto per salvarsi.
Durante la traversata lungo le montagne innevate, Mufasa fa cancellare le loro orme a Zazu, facendo sì che gli Emarginati perdano le loro tracce. Quella notte Sarabi capisce che a salvare la vita è stato Mufasa e non suo fratello. Nonostante lui cerchi di negare, alla fine i due si rivelano l'uno all'altra sotto lo sguardo di Taka che, sentendosi tradito, decide di allearsi con Kiros e gli Emarginati, lasciando delle tracce affinché questi li seguano.
Una volta giunti a Milele, il gruppo si ritrova a viso aperto contro gli Emarginati, che rivelano che ad aiutarli è stato Taka. Quest'ultimo ammette di averlo fatto perché secondo lui Mufasa gli ha portato via tutto: l'affetto di sua madre Eshe, la stima in extremis di Obasi e l'amore per Sarabi. Mufasa cerca di convincere gli animali di Milele a combattere uniti, con l'aiuto di Sarabi, Rafiki e Zazu. Mentre Mufasa lotta contro Kiros, uno sparuto gruppo di leonesse del posto guidate da Sarabi e gli altri animali riescono a sopraffare gli Emarginati. Kiros, sul punto di uccidere Mufasa, viene fermato all'ultimo da un apparentemente pentito Taka, che riceve una cicatrice sull'occhio sinistro. 
A causa di un terremoto, i tre leoni finiscono in un lago sotto il monte, che si spacca a metà, creando la Rupe dei Re, mentre Kiros muore schiacciato. Sconfitto il nemico, Mufasa e Taka riemergono dall'acqua, e Mufasa viene acclamato da tutti gli animali venendo eletto loro re. Il giovane leone riesce anche a ritrovare sua madre, scoprendo che suo padre morì il giorno in cui cercò di salvarlo. Taka, pentito di essersi alleato con gli Emarginati, chiede perdono a Mufasa: nonostante Zazu gli consigli di bandire il fratello, Mufasa rifiuta, affermando che non potrà più pronunciare il suo nome dopo quanto successo, così Taka si ribattezza Scar, in modo da non dimenticare ciò che ha fatto. Mufasa ascende come sovrano di Milele, diventata poi le "Terre del Branco", mentre Scar si ritira tra le ombre.
Tornati al presente, Kiara supera la sua paura dei tuoni e ruggisce per la prima volta sulla cima della Rupe, mentre lo spirito di Mufasa le risponde dalle nuvole. Rafiki le assicura che Mufasa vivrà sempre dentro di lei. Simba e Nala si riuniscono con la figlia presentandole il suo nuovo fratellino, a cui Kiara comincia a narrare la storia del loro nonno.

## Personaggi
- Mufasa: protagonista del film, un giovane leone che viene separato dalla sua famiglia e viene adottato dalla famiglia di Taka, diventando suo fratello, guiderà una rivolta verso Kiros e gli emarginati e diventerà Re delle Terre del Branco. Durante il film si innamorerà di Sarabi. Durante il combattimento con Kiros, un terremoto crea la Rupe dei Re, e una volta sconfitto il nemico diventa Re delle Terre del Branco e ritrova sua madre; dando a Taka il nome di Scar per il suo tradimento. È il padre di Simba ed il nonno paterno di Kiara.
- Taka / Scar: il fratello adottivo di Mufasa, figlio del sovrano Obasi e della regina Eshe, lo aiuterà nel suo viaggio per sconfiggere Kiros. Alla fine del film, comincia ad odiare il fratello per avergli rubato il posto e aver scelto Sarabi, in quanto anche lui aveva degli interessi per lei, prendendo il nome di Scar e diventando malvagio, arrivando pure a stringere un'alleanza con Kiros che gli farà la sua famosa cicatrice. È lo zio adottivo di Simba ed il pro-zio paterno di Kiara.
- Sarabi: una leonessa il cui branco è stato sterminato da Kiros e che si unisce a Mufasa e Taka per sconfiggerlo. Durante il film, si innamora di Mufasa. È la madre di Simba e la nonna paterna di Kiara.
- Zazu: un bucero becco-giallo, amico e scout di Sarabi, che diventerà il maggiordomo di Mufasa quando sarà re.
- Rafiki: un mandrillo che ha abbandonato la sua famiglia. È anche il narratore della storia che racconta a Kiara, infatti nel flashback fa da mentore a Mufasa durante il suo viaggio, aiutandolo a battersi con Kiros, nominandolo re alla fine del film. Considera Mufasa come un nuovo fratello, avendone perso uno in passato. Sa praticare stregoneria.
- Obasi ed Eshe: i genitori adottivi di Mufasa e biologici di Taka e sovrani della Valle dei Re. Eshe è protettiva nei confronti di Mufasa, mentre Obasi è inizialmente insicuro di voler tenere Mufasa, perché lo definisce un randagio, ma poi capisce le doti che il giovane leone possiede. Entrambi muoiono insieme a tutto il loro branco, sbranati dai leoni di Kiros. Sono i nonni adottivi di Simba e bisnonni paterni di Kiara.
- Masego ed Afia: i veri genitori di Mufasa e quindi nonni biologici di Simba e bisnonni paterni di Kiara. Alla fine del film, Mufasa ritrova Afia ma suo padre muore all'inizio del film mentre lo salva.
- Ajarry: una giraffa, ex amica di Mufasa.
- Chigaru: un membro della Valle dei Re e zio di Taka.
- Timon e Pumbaa: un suricato ed un facocero, amici di Kiara, ghiotti di insetti e che danno un lato comico durante la storia. Sono anche gli amici di Simba quando lui era un cucciolo.
- Kiara: la leoncina figlia di Simba e Nala nonché principessa e futura regina delle Terre del Branco. Durante il film, ascolta la storia del nonno Mufasa, raccontata da Rafiki.
- Simba: il padre di Kiara e Re delle Terre del Branco, nonché figlio di Mufasa e Sarabi, marito di Nala e nipote adottivo di Scar.
- Nala: la madre di Kiara, moglie di Simba e Regina delle Terre del Branco. Alla fine del film, darà alla luce il fratellino minore di Kiara.
- Junia: una babbuina amica di Rafiki.
- Inaki: un altro amico babbuino di Rafiki.
- Mobo: un altro amico babbuino di Rafiki.
- Enaki: il capo dei babbuini che bandisce Rafiki per la sua "pazzia".
- Kiros: antagonista principale del film, un leone bianco che guida un branco di leoni chiamati "gli Emarginati" e che cerca vendetta verso Mufasa dopo la morte di suo figlio Shaju. Si allea in breve tempo con Taka e attacca Milele, scontrandosi con Mufasa in una grotta. Taka lo tradisce e si sacrifica per salvare il fratello, guadagnando la sua cicatrice. Il leone poi muore schiacciato da un masso in un fiume.
- Shaju: antagonista secondario del film, figlio di Kiros. Mufasa lo uccide in un combattimento, facendo in modo che Kiros perseguiti i due.
- Akua e Amara: le infide sorelle di Kiros, membri degli "Emarginati" e zie di Shaju. Muoiono insieme al loro branco, mentre un burrone sotto di loro si apre.
- Azibo: il migliore amico di Shaju e membro degli "Emarginati". Non riesce a salvare il leone da Mufasa, e Kiros infuriato, lo lascia uccidere dalle leonesse.
- Gli Emarginati: il branco di leoni guidato da Kiros, che lo aiuta a vendicarsi di Mufasa. Arrivati a Milele, grazie al breve aiuto di Taka, attaccano tutti gli animali, ma con l'aiuto di Sarabi ed altre leonesse, precipitano tutti da un burrone. Nel doppiaggio originale sono chiamati gli "Outsider" ovvero i "Rinnegati", gli "Esuli" oppure gli "Esiliati" nel doppiaggio italiano, che sono in realtà il branco di Zira nel secondo film animato.
- Sarafina: una leonessa di Milele che guida un branco che diventerà quello di Mufasa, si allea con Sarabi per battere gli Emarginati. È la madre di Nala e la nonna materna di Kiara.
- Iene: in questo film vengono menzionate pochissimo. Nel presente, si vedono due iene - apparentemente Shenzi e Kamari - attaccare delle zebre, e poi nel passato si vedono collaborare alla battaglia contro i leoni di Kiros. Sono gli ex-scagnozzi / alleati ed amici di Scar.
- Mosi: il capo del branco di bufali di Milele.

## Produzione
Il 29 settembre 2020, a seguito dell'incredibile successo del remake de Il re leone (2019), è stato annunciato un prequel del film che getterà luce sul passato di Mufasa e Taka che in seguito prenderà il nome di Scar, viene inoltre annunciata la regia di Barry Jenkins.

### Cast
Nell'agosto 2021, Aaron Pierre e Kelvin Harrison Jr. sono stati scritturati rispettivamente come voci del giovane Mufasa e di Taka. Nel settembre 2022, è stato rivelato che Seth Rogen, Billy Eichner e John Kani avrebbero interpretato nuovamente i ruoli di Pumbaa, Timon e Rafiki.
Nell'aprile 2024, Beyoncé e Donald Glover sono stati confermati per riprendere i loro ruoli di Nala e Simba. Nello stesso mese Blue Ivy Carter, Tiffany Boone, Kagiso Lediga, Preston Nyman, Mads Mikkelsen, Thandiwe Newton, Lennie James, Anika Noni Rose, Keith David, Braelyn Rankins, Theo Somolu, Folake Olowofoyeku, Joanna Jones, Thuso Mbedu, Sheila Atim, Abdul Salis e Dominique Jennings sono stati confermati nel cast di doppiatori.
Il budget per la realizzazione del film è stato di 200 milioni di dollari, 60 milioni in meno de Il re leone.

## Colonna sonora
Nel giugno 2022, Nicholas Britell è stato assunto come compositore per la colonna sonora del film, dopo aver già collaborato con Jenkins in vari progetti. Nel settembre 2022 è stato annunciato il ritorno di Hans Zimmer e Pharrell Williams per il film, mentre nell'aprile 2024 è stato annunciato che Lin-Manuel Miranda avrebbe scritto le canzoni del film. Mark Mancina avrebbe co-prodotto le canzoni con Miranda, mentre il compositore sudafricano Lebo M avrebbe fornito voci e registrazioni aggiuntive.
Il 29 aprile 2024 Lin-Manuel Miranda ha riferito che per la colonna sonora e la partitura sono stati coinvolti molti autori, compositori e produttori, tra cui Elton John, Tim Rice, Hans Zimmer, Labrinth, Ilya Salmanzadeh, Beau Black, affermando che «Il Re Leone ha un'incredibile eredità musicale con la musica di alcuni dei più grandi autori in circolazione, e sono umile e orgoglioso di farne parte». Beyoncé, che ha prodotto il secondo album ufficiale della colonna sonora The Lion King: The Gift e ha cantato la canzone originale Spirit per il live-action del 2019, è stata coinvolta anche nel nuovo progetto musicale.

## Promozione
Il 9 settembre 2022, durante il D23, è stato annunciato il titolo del film: Mufasa - Il re leone (Mufasa: The Lion King) insieme al logo del film. Il 29 aprile 2024 viene pubblicato il teaser poster del film e lo stesso giorno il teaser trailer ufficiale. Il 10 agosto viene pubblicato il primo trailer ufficiale mentre il secondo l'8 novembre.

## Distribuzione
Durante l'annuncio del film al D23, è stata rivelata la data di uscita nelle sale cinematografiche statunitensi, prevista per il 5 luglio 2024, ma nel novembre 2023 viene rimandata al 20 dicembre 2024. In Italia il film è stato distribuito il 19 dicembre dello stesso anno.

### Edizione italiana
L'edizione italiana del film è stata curata dalla Disney Character Voices International con la supervisione di Lavinia Fenu e Annette Vesterlund. La direzione del doppiaggio e i dialoghi sono curati da Fiamma Izzo, assistita da Massimo Lombardo, per conto della Pumais Due srl che si è occupata anche della sonorizzazione. I testi italiani delle canzoni sono di Lorena Brancucci mentre la direzione musicale è a cura di Virginia Brancucci e Marco Manca.
Tale edizione include la partecipazione di Luca Marinelli, Elodie e Alberto Boubakar Malanchino nei ruoli di Mufasa, Sarabi e Taka; ma anche il ritorno di Marco Mengoni, Elisa, Toni Garrani, Stefano Fresi ed Edoardo Leo nei ruoli di Simba, Nala, Rafiki, Timon e Pumbaa.

## Accoglienza

### Incassi
Negli Stati Uniti e in Canada, tra il 20 e il 22 dicembre 2024 il film ha incassato 35409365 $ da 4100 sale. Il film ha incassato 254567693 $ in Nord America e 468064063 $ nel resto del mondo, per un totale di 722631756 $, ed è stato il 6° maggior incasso mondiale del 2024, piazzandosi al 32° posto nella classifica dei film d'animazione con maggiori incassi nella storia del cinema. In Italia, con 22246541 €, è il 43º film con maggiori incassi di sempre.

### Critica
Il film ha ricevuto recensioni miste da parte della critica. Sull'aggregatore di recensioni Rotten Tomatoes ha un indice di gradimento del 56% basato su 222 recensioni, con un voto medio di 5,8 su 10; il consenso critico del sito afferma: «La mano abile di Barry Jenkins e la musica di Lin-Manuel Miranda contribuiscono in qualche modo a quadrare il cerchio della vita in Mufasa, ma questa storia piena di sentimento è mal servita dal suo stile di animazione impersonale e fotorealistico». Su Metacritic ottiene un punteggio di 56 su 100 basato su 51 recensioni.